# Nibionno
Nibionno là một đô thị trong tỉnh Lecco, trong vùng Lombardia của Ý, cự ly khoảng 30 km về phía bắc của Milan và khoảng 15 km về phía tây nam của Lecco. Tại thời điểm ngày 31 tháng 12 năm 2004, đô thị này có dân số 3.411 người và diện tích là 3,6 km².
Đô thị Nibionno có các frazioni (các đơn vị dân cư trực thuộc, chủ yếu là các làng) Tabiago-Cibrone, California, Gaggio, Molino Nuovo, và Mongodio.
Nibionno giáp các đô thị: Bulciago, Cassago Brianza, Costa Masnaga, Inverigo, Lambrugo, Veduggio con Colzano.